# Keota (Oklahoma)
Keota és un poble dels Estats Units a l'estat d'Oklahoma. Segons el cens del 2000 tenia 517 habitants.

## Demografia
Segons el cens del 2000, Keota tenia 517 habitants, 204 habitatges, i 140 famílies. La densitat de població era de 539,5 habitants per km².
Dels 204 habitatges en un 36,8% hi vivien nens de menys de 18 anys, en un 54,9% hi vivien parelles casades, en un 10,3% dones solteres, i en un 30,9% no eren unitats familiars. En el 29,9% dels habitatges hi vivien persones soles el 14,7% de les quals corresponia a persones de 65 anys o més que vivien soles. El nombre mitjà de persones vivint en cada habitatge era de 2,53 i el nombre mitjà de persones que vivien en cada família era de 3,15.
Per edats la població es repartia de la següent manera: un 30,9% tenia menys de 18 anys, un 8,5% entre 18 i 24, un 24,6% entre 25 i 44, un 21,7% de 45 a 60 i un 14,3% 65 anys o més.
L'edat mediana era de 34 anys. Per cada 100 dones de 18 o més anys hi havia 85,9 homes.
La renda mediana per habitatge era de 20.000 $ i la renda mediana per família de 25.750 $. Els homes tenien una renda mediana de 25.000 $ mentre que les dones 13.250 $. La renda per capita de la població era de 10.023 $. Entorn del 19,7% de les famílies i el 27% de la població estaven per davall del llindar de pobresa.

## Poblacions més properes
El següent diagrama mostra les poblacions més properes.